# 山西新华化工
山西新华化工有限责任公司，即国营九零八厂，是中华人民共和国第一个五年计划期间建设的156项重点项目之一。隶属中国兵器工业集团公司,是大型一类军民结合型企业。中国最大的防化器材生产厂和煤质活性炭生产基地。工厂位于山西省太原市新兰路71号。公司作为中国人民解放据防化系统军用标准的起草单位，拥有国防科技工业实验室认可委员会认可的一级计量测试中心，是唯一许可装备军队防化系统的大型国防企业。中国人民解放军总装备部在公司设有军代室，直接参与部队防化系统的生产监督。